# Bartholomeo de los Rios y Alarcon

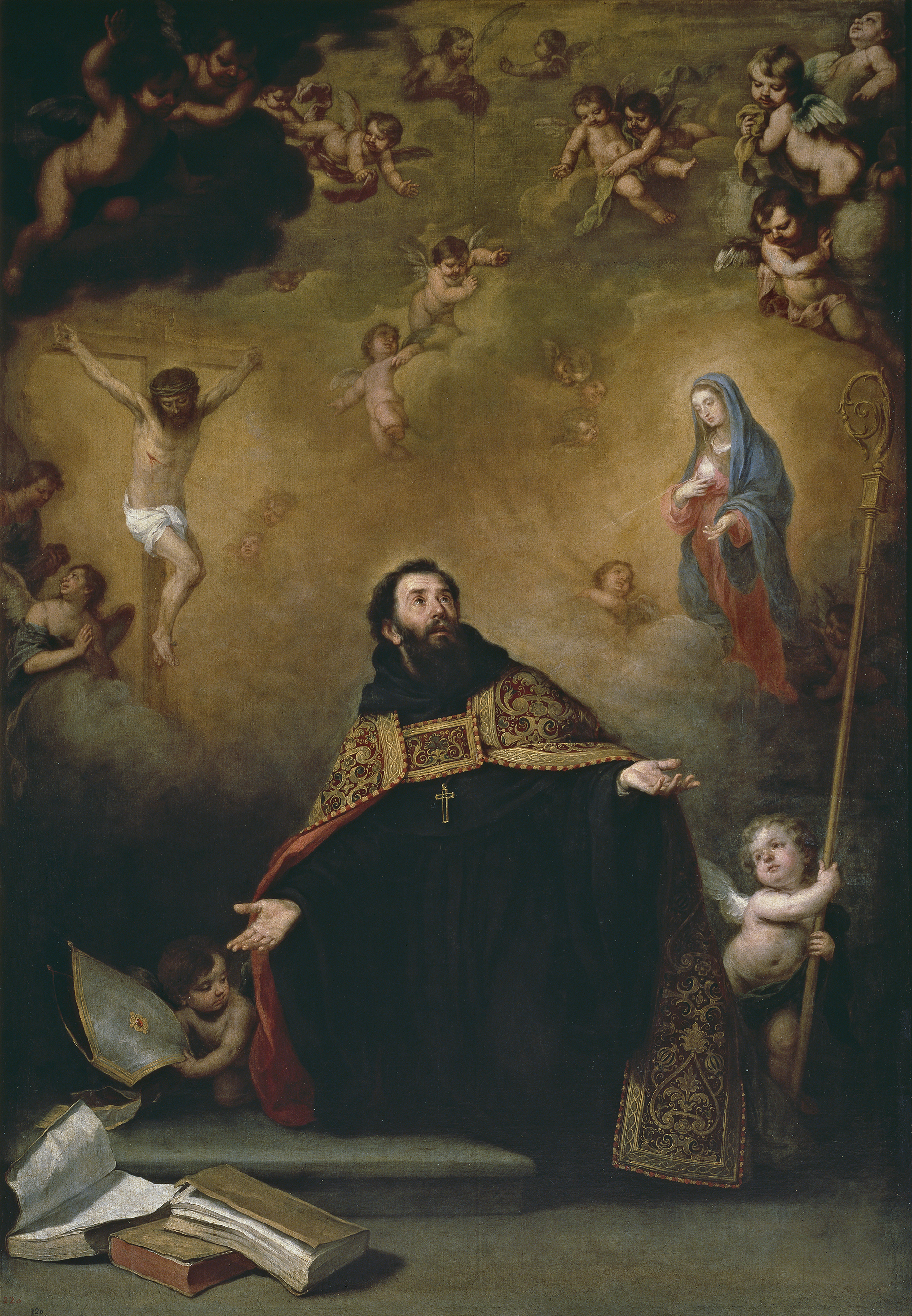
Saint Augustin d'Hippone

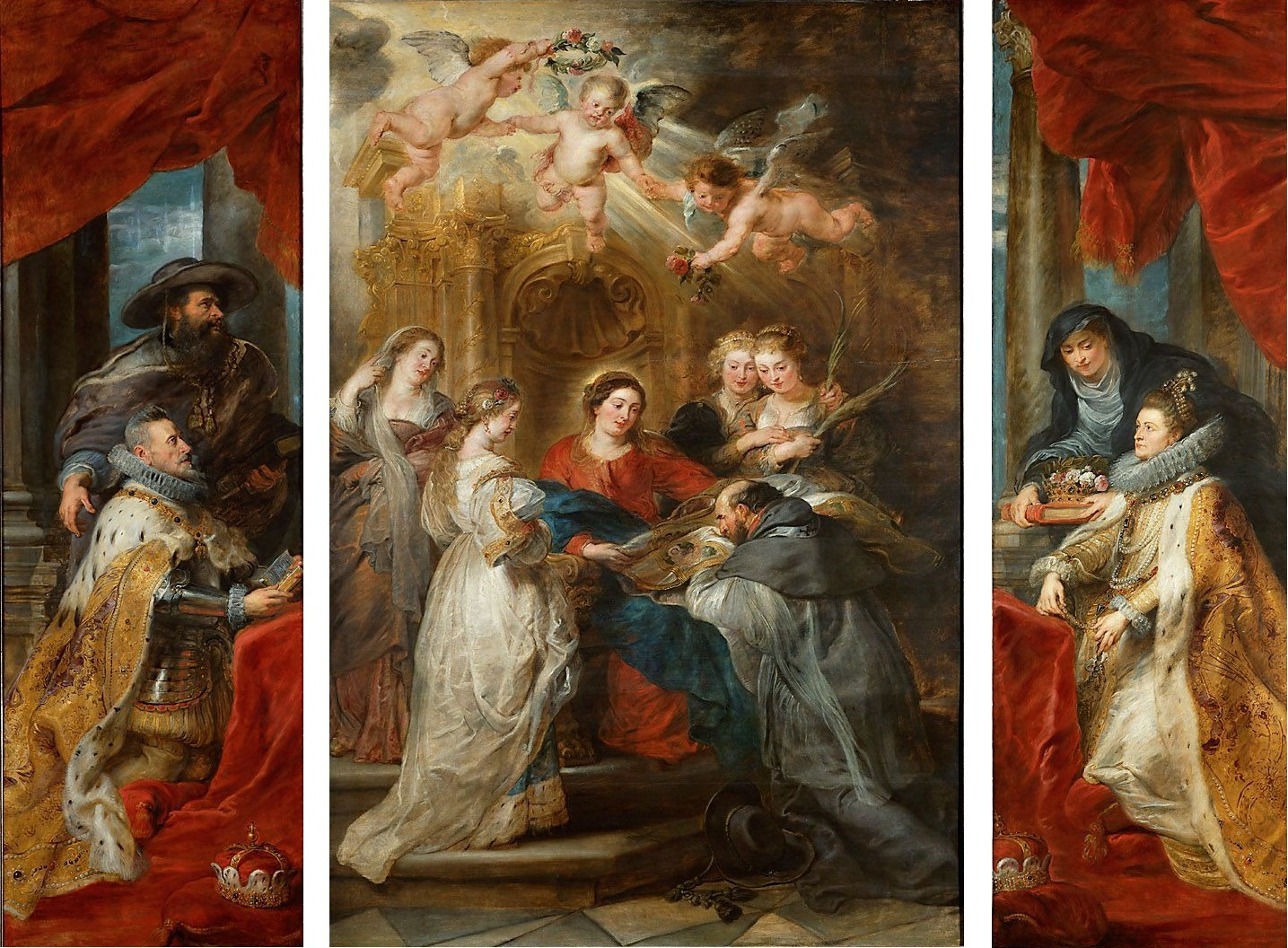
La Vierge et saint Ildefonse, entourés des Archiducs Albert et Isabelle, gouverneurs des Pays-Bas espagnols (Rubens)

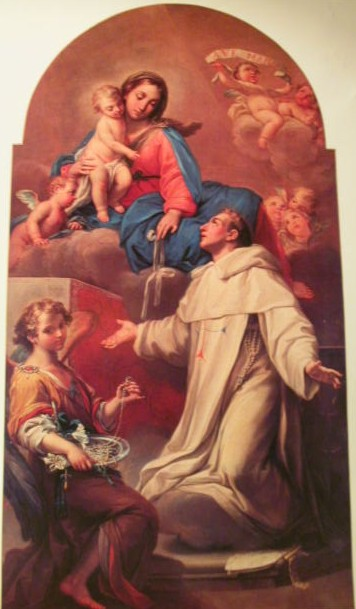
Saint Simon de Rojas

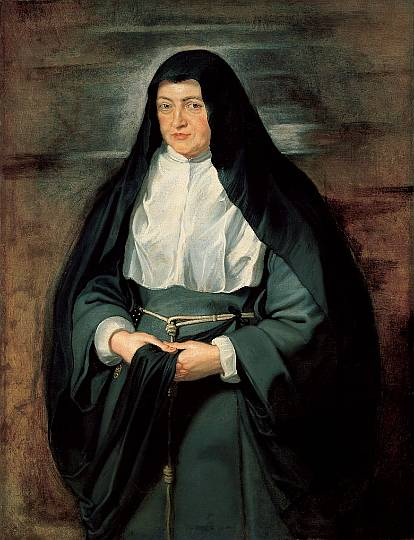
L'Infante Isabelle-Claire-Eugénie sous l'habit de sainte Claire (Rubens)

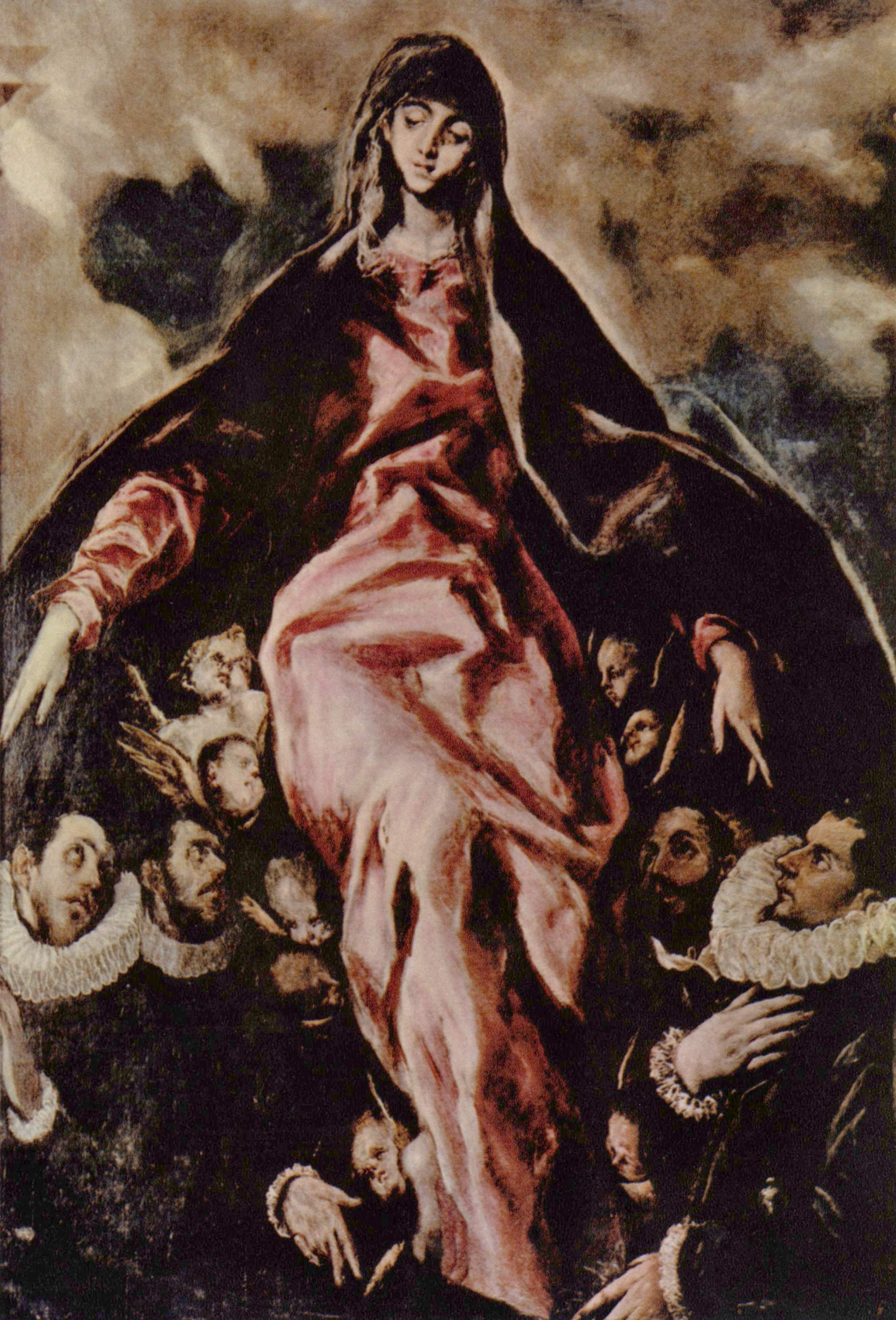
Vierge de Miséricorde (El Greco)

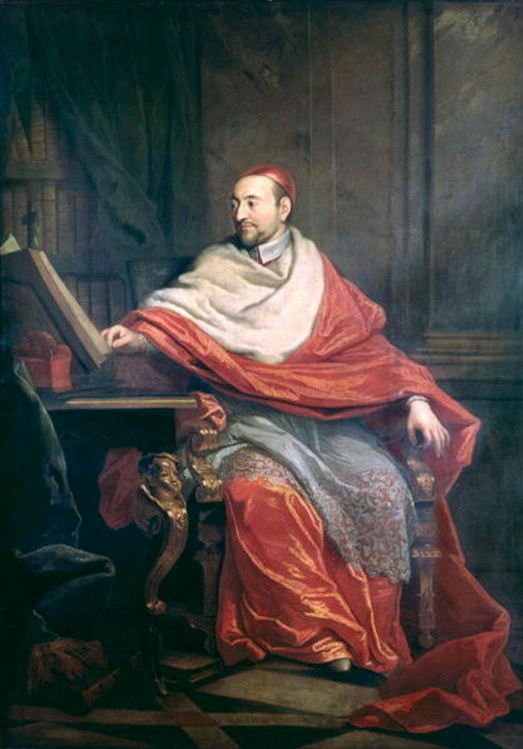
Le cardinal de Bérulle (Philippe de Champaigne)

Bartholomeo de los Rios y Alarcon (1580-1652) est un religieux augustin espagnol, qui a introduit et propagé dans les Pays-Bas méridionaux, par ses activités et ses écrits, l'esclavage marial, une spiritualité mise en place en Espagne, sous l'impulsion du trinitaire Simon de Rojas, et posé ainsi les fondements d'une certaine mariologie moderne.

## Biographie

### Vocation
Bartholomeo de los Rios y Alarcon est né à Madrid en 1580. Il fait profession dans sa ville natale, au couvent des augustins de San Felipe el Real, le 23 novembre 1598. Il étudie ensuite la philosophie à Burgos, de 1598 à 1601, puis la théologie à Alcala de Henares, de 1601 à 1605, avant d'y enseigner à son tour cette discipline, de 1606 à 1618. Un an plus tard, il est de retour à Madrid, où il se voit chargé de recueillir des informations en vue du procès en béatification de l'augustin Alonso de Orozco. Cette même année 1619, son ami, Simon de Rojas, de l'ordre des trinitaires, le presse d'instaurer dans les Pays-Bas du Sud, menacés par le protestantisme, la dévotion de l'esclavage marial et le culte du Saint Nom de Marie, dont lui-même venait d'établir la confrérie en Espagne, six ans plus tôt. Avec l'accord du supérieur général, délivré le 14 juin 1619, Los Rios passe de la Province de Castille à la Provincia Belgica des augustins, qui comprenait le Nord de la France, la Belgique actuelle, une partie de la Hollande et une frange de l'Allemagne. C'est là qu'il résidera entre 1620 et 1647, époque durant laquelle il propagera l'esclavage marial par ses prédications et ses écrits.

### Premiers pas
En 1624, Los Rios devient docteur en théologie de l'université de Douai et se trouve nommé prédicateur ordinaire de Philippe IV d'Espagne. Tout en enseignant à l'université, il remplit la charge de prédicateur et conseiller de l'Infante Isabelle, gouvernante des Pays-Bas jusqu'en 1633, puis du Cardinal-Infant Ferdinand, gouverneur jusqu'en 1641. Fidèle à la promesse faite à Simon de Rojas, qui le soutient par sa correspondance, il se met à rédiger en espagnol des opuscules anonymes sur l'esclavage marial, et ceux-ci se trouvent immédiatement traduits dans diverses langues, en Flandre, en France et en Allemagne. Dès 1625, Bartolomeo fonde la première confrérie de l'Ave Maria, au couvent des augustins de Bruxelles, et avec l'approbation du provincial, Cornelius De Corte, publie, en 1632, un guide plus complet pour les usagers de l'association, lequel comprend, avec un historique de la dévotion, la présentation des devoirs, pratiques, prières et indulgences propres. 

### Succès
Signe de la rapide diffusion de cette spiritualité, en 1634 paraît une importante version latine des opuscules mariaux de l'augustin, intitulée Mariae creaturum Dominae mancipium, et réalisée à Cologne par les jésuites, à destination de leurs congréganistes.
En 1637, Los Rios publie une compilation de ses petits manuels, dédiée au cardinal-Infant, sous le titre Phoenix Thenensis parce qu'elle reprend le but, les règles et les pratiques de piété de la confrérie de l'Ave Maria, dont il venait d'établir une filiale à Tirlemont. Mais c'est en 1641 que sort, imprimé à Anvers chez Moretus, le chef-d'œuvre de Bartolomeo : De hierarchia mariana, dans lequel la réflexion théologique dépasse le stade de la dévotion pour se hisser au niveau d'une mariologie structurée. Ce traité répond à la demande expresse de l'Infante Isabelle et de sa cousine, l'Infante Margarita de la Cruz (fille de l'empereur Maximilien), devenues toutes deux clarisses et toutes deux décédées en 1633. Il a dû être composé avant le vingt décembre 1637, et ne sera publié que quatre ans plus tard. Ces différents délais s'expliquent par les controverses entourant la nouvelle spiritualité : Los Rios aura attendu, avec une suffisante implantation de la confrérie, l'approbation d'un certain nombre de prélats et de religieux. En 1647, l'ouvrage sera suivi de neuf traités ou panégyriques pour des fêtes de la Vierge, en appendice à un traité sur le Nom de Marie : Horizon Marianum; sans compter un grand nombre d'écrits spirituels et de sermons, publiés ou restés inédits.

### Dernières années
En 1647, soit l'année précédent le Traité de Westphalie, qui signera, pour les Pays-Bas du Sud, le transfert de domination de l'Espagne vers l'Autriche, Los Rios rentre au pays natal, après avoir implanté pas moins de vingt-quatre confréries dans les couvents augustins de la Provincia Belgica, et avoir vu son exemple ratifié et bientôt suivi par les autorités diocésaines. En Belgique, il avait été témoin des premiers remous causés par la publication de l'Augustinus. On a malheureusement perdu sa réponse à l'enquête, entamée par l'épiscopat local dès 1644, sur le livre de Jansénius. Mais à Madrid, il est rattrapé par la question dans les années 1650-1651. Il réfute en effet vingt-deux propositions d'un jésuite nommé Jean Schinkell, qu'il juge in beatum Augustinum contumeliosissimae (des plus injurieuses pour le bienheureux Augustin), et entreprend même des démarches auprès de l'Inquisition et du roi pour les faire condamner. Tandis qu'il cherche des mécènes susceptibles de financer la publication de différents traités en latin et en castillan, il est nommé définiteur de la province de Castille, avant de s'éteindre, au couvent San Felipe, le 4 mai 1652.

## Spiritualité

### Origine de la dévotion
Chez nous, soyez reine/Nous sommes à vous/Régnez en souveraine ! : la popularité de ce cantique manifeste la persistance de l'esprit qui a présidé à l'élaboration de l'esclavage marial. Depuis le VIe siècle, certains chrétiens se disent serviteurs ou esclaves de Marie, mais cette forme de consécration s'est répandue en Europe à partir du XVIIe siècle, à la faveur d'une certaine définition de la transcendance divine, et d'une exaltation de la figure royale de la Vierge, favorisée par la montée en puissance des monarchies absolues. Ce n'est donc pas un hasard si l'esclavage marial va trouver ses caractéristiques originelles dans l'Espagne de Philippe II, puis dans la France de Louis XIV. Le concept semble en effet avoir reçu une première élaboration en milieu franciscain, chez les religieuses conceptionnistes du couvent Sainte-Ursule d'Alcala de Henares, avec Inès Bautista de San Pablo et Juan de los Angeles, lequel rédige en 1595 les statuts de la confrérie établie par celle-ci, avant qu'un autre franciscain, Melchior de Cetina, ne propose, en 1618, une justification théologique et ascétique de la formule de consécration. L'idée est ensuite reprise par Simon de Rojas, qui associe dévotion au Saint Nom de Marie et engagement en faveur des plus démunis, sous la forme d'une confrérie. À l'instigation de celui-ci, la confrérie passera aux Pays-Bas espagnols, dans le cadre de la réorganisation religieuse de ceux-ci, par l'intermédiaire de Bartholomeo de los Rios.

### Approfondissement
L'augustin espagnol a fondé des confréries, dont certaines ont persisté jusqu'à aujourd'hui, et rédigé des traités qui ont assuré la diffusion de l'esclavage marial en Allemagne, France, Pologne, Italie, Angleterre, et plus loin encore. La clé de son succès réside dans le fait qu'il a établi la dévotion sur des bases théologiques solides, tout en proposant des formes d'expression authentiquement spirituelles, de manière à former un ensemble ascétique complet, susceptible de guider la vie chrétienne. C'est ce qui ressort de la structure même de son De Hierarchia Mariana, divisé en six livres : le premier traite de la suréminence de Marie sur toute créature ; le deuxième, de l' autorité qu'elle possède sur nous ; le troisième, des oraisons par lesquelles nous devons adopter le saint esclavage ; le quatrième, des vertus et de la règle de vie des esclaves ; le cinquième, des privilèges accordés à la Vierge Marie par la Trinité ; et le sixième, de l' excellence du Nom de Marie. De cette manière, non seulement l'œuvre de Los Rios n'a pas été affectée par les restrictions que le Saint-Office, dans un décret du 5 juillet 1673 a imposé à certaines pratiques de l'esclavage marial, mais elle a posé les assises de ce que l'on appelle aujourd'hui le système montfortain, aboutissement de la réflexion mariologique de l'École française de spiritualité.

## Postérité

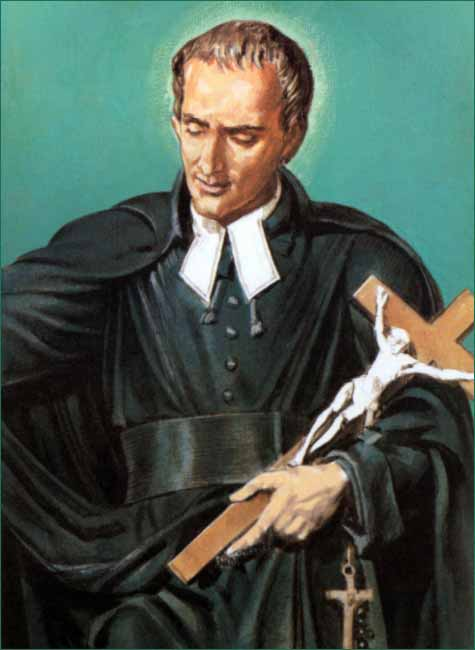
St Louis-Marie Grignion de Montfort

Aux environs de 1625, la dévotion est relayée en France essentiellement par les évêchés du Nord : Saint-Omer, Arras et Cambrai. Arrivée à Paris, elle séduit particulièrement Pierre de Bérulle, qui se met à la pratiquer et à la recommander aux carmélites françaises nouvellement créées, mais étant donné que les carmes espagnols en profitent pour contrecarrer son autorité sur les religieuses, le théologien et jésuite belge Lessius conseille au fondateur de l'Oratoire, de présenter l'esclavage marial comme une rénovation des vœux baptismaux. À la suite de Bérulle, Louis-Marie Grignion de Montfort situera, lui aussi, la consécration à la Vierge dans le prolongement du sacrement de baptême, pour élaborer une œuvre dans laquelle Marie devient l'inspiratrice mystique de toute l'expérience chrétienne. À cet effet, il utilise et cite les ouvrages de l'augustin espagnol, qu'il connaît directement (De hierarchia) ou par la traduction latine des jésuites de Cologne. C'est particulièrement le cas dans le Traité de la vraie dévotion (1712), même si, missionnaire populaire des débuts du XVIIIe siècle, Montfort présente des formes d'apostolat plus modernes que celles de son prédécesseur. À l'heure actuelle, la spiritualité montfortaine est toujours vivace. Quant à l'esclavage marial, il demeure sous-jacent à certaines pratiques dévotionnelles qui se fondent sur la maternité universelle ou la médiation spirituelle de la Vierge. Cependant, ces deux notions n'ont jamais fait l'objet d'une définition dogmatique : elles sont plutôt l'expression d'un processus d'autonomisation de la mariologie, que le concile Vatican II a cherché à freiner en présentant Marie dans le mystère du Christ et de l'Église (Constitution Lumen Gentium). La reprise de la réflexion, à partir de la figure de Marie Servante, dans son lien avec l'Esprit-Saint, devrait permettre de palier un déficit pneumatologique, et de redécouvrir certaines implications éthiques, comme Simon de Rojas en avait eu l'intuition.

### Œuvres
- El Esclavo de Maria - Los Siete Ejercicios de los Esclavos - La Corona de las doce estrellas : traductions en français (Lyon, 1624; Saint-Omer, 1626; Arras, 1628) et en latin (Cologne, 1634)
- La guide des esclaves de l'Ave Maria (Bruxelles, 1632)
- Phoenix Thenensis (Anvers, 1637)
- De Hierarchia Mariana libri sex, in quibus imperium, virtus et nomen beatissimae Virginis Mariae delaratur et manicipiorum ejus dignitas ostenditur (Anvers, B. Moretus, 1641)
- Panegirico funeral de Juan Carlos de Guzman (Bruxelles, 1641)
- Christus Dominus in cathedra crucis docens et patiens, sive de septem verbis a Christo Domino in cruce probatis tractatus septem (Bruxelles, 1645)
- Vita coccinea sive Commentarium super Evangelia Passionis et Resurrectionis Christi Domini (Anvers, 1646)
- Horizon Marianus sive de excellentia et virtutibus B. Mariae Virginis (Anvers, 1647)
- De vita Christi (inédit)
- De mysteriis Passionis Christi et venerabilis Eucharistiae sacramento (inédit)
- De mysteriis B. Virginis Mariae ab Ecclesia solutis (inédit)
- Opuscula varia de diversis materiis (inédit)
- Conciones quadragesimales adventiales et dominicales totius anni (inédit)
- Conciones de sanctis et de Religionum patronis (inédit)
- Politica catholica de diversarum nationum regimine (inédit)
- Panegyrici festivi et funèbres (inédit)
- De profundissimis mysteriis fidei catholicae (inédit)

### Étude(s)
- Q. Fernandez, Los Rios y Alarcon (Barthélemy de), in Dictionnaire de spiritualité ascétique et mystique, tome IX, Paris, Beauchesne, 1976, p. 1013-1018.